# Did It Again (Kylie Minogue-dal)
A Did It Again című dal az ausztrál énekes-dalszerző Kylie Minogue második kimásolt kislemeze 6. Impossible Princess című stúdióalbumáról. A dal 1997. november 24-én jelent meg a Mushroom, Deconstruction és a BMG kiadók gondozásában. Minogue Steve Andersonnal és Dave Seamannal írta a dalt, a producer pedig Minogue mellett a Brothers in Rhythm volt. A "Did It Again" gitárokkal, és dobbal megtámogatva egy pop-rock dal, melyben Minogue öntudatáról és öngyűlöletéről énekel. 
A "Did It Again" kritikai reakciói többnyire pozitívak voltak. Néhány kritikus dicsérte a dal kompozícióját, és kiemelte karrierjének több dala közül. Ausztráliában a dal a 15. helyen érte el a csúcsot a kislemezlistán, és az Ausztrál Hanglemezipari Szövetség (ARIA) arany minősítéssel díjazta. Az Egyesült Királyságban a 14. helyen érte el a csúcsot a brit kislemezlistán. A dal klipjét Pedro Romhányi magyar származású rendező rendezte, amelyben Minogue négy különálló, a média által kijelölt személyként küzd meg vele, úgy mint 'Cute Kylie', 'Dance Kylie', 'Sex Kylie' és 'Indie Kylie'.
A "Did It Again" népszerűsítésére Minogue előadta a dalt a The National Lottery Live-ban, és az MTV UK csatornán. A dal később felkerült az 1998-as Intimate and Live Tour koncertturné szetlistájára, illetve Minogue Ultimate Kylie (2004) és Step Back in Time: The Definitive Collection (2019) című válogatásalbumaira is. 

## Előzmények
1997-ben a brit média arról számolt be, hogy Minogue anorexiás, és ezért "Kylie Thinogue"-nak titulálták. Minogue-nak beszámoltak a pletykákról, és válaszul megírta a "Did It Again" című dalt. Abban az évben a Company magazin megkérdezte a súlyát és a dalról is kérdezték, merre a következő választ adta: "Ez egy kicsit lányos dal, amiben lebeszélem magamat magamról, és soha nem tanulom meg a leckét, különösen a férfiakkal kapcsolatban". Miközben a dal megírásába kezdett, a brit bulvárlapok pletykákat tettek közzé magánéletéről, és az Impossible Princess Some Kind of Bliss című kislemezének rossz fogadtatásáról. Az eredeti dalszövegeket azonban újraírta Andersonnal, valamint Seaman és Minogue "más jelentést" adott a dalnak, mint amit eredetileg jelentett. A dal arról beszél, hogy el kell mondania magának mindent, amikor nem tanul a múltbéli hibáiból. Megjegyezte, hogy az "Impossible Princess" néhány dala közel áll a szívéhez, "de ez a dal egy kis hang volt a vállamon". – mondta Minogue. A dal eredeti címe "Cleve Girl (Did It Again)" volt.

## Összetétel
A "Did It Again" a Real World, Sarm West és DMC Stúdiókban készült Angliában. A keverést Alan Bremnar a Real World stúdióban végezte. Greg Bone és Andreson gitáron játszott, míg Anderson dobot és billentyűs hangszereket használt. A Brothers in Rhythm és Minogue voltak a producerei a dalnak, mely egy pop-rock dal. Michael Dwyer a Western Australia magazin munkatársa kommentálta Minogue tánczene és rágógumi poptól való távozását, valamint a Stock Aitken Watermannal való szakítását, és az azóta elért érettségét, és kijelentette: A Some Kind of Bliss és a "Did It Again" már bebizonyította, hogy Kylie-nek több trükk van az ujjában, melyröl valaha a Stock Aitken Waterman álmodott. A hatodik albuma egy gondosan művelt album, mely több húrt is tartalmaz az íjhoz. Sean Smith brit író, a Kylie (2014) könyv szerzője megjegyezte, hogy a "Did It Again" és egy másik szám az albumról az "I Don't Need Anyone" című dala nem igazán volt "Kylie-s". Megjegyezte továbbá, hogy a "Did It Again" dob és elektromos gitár keveréke, amely a The Beatles híres "Revolver" albumára is rátalálhatott". Michael Paloetta a Greatest Hits 87–97 című válogatás albumát értékelte a Billboard magazintól, és egy progresszív rock stílusú dalnak tekintette a szerzeményt. A single verzió elején egy intro hallható, és valamivel gyorsabb a tempója.

## Kritikák
A "Did It Again"-t a legtöbb zenekritikus pozitívan értékelte. Az Allmusic tagja Chris True, aki a stúdióalbumot is értékelte, kiemelte, hogy karrierje kiemelkedő számaként szerepel. MacKenzie Wilson az Allmusic-tól a "Did It Again"-t kiemelte a Hits+ című albumról, és a dalt Minogue egyik "slágerlistásának" nevezte, amely továbbra is megtölti a táncparkettet annak ellenére, hogy fénykorában könyörtelenül túljátszották. Darrin Farrant a The Age-tól azt mondta: "Az Impossible Princess album legjobbja egyértelműen a "Did It Again" volt. Minogue mosolyogva, és feszítve énekel, a tömeg pedig csatlakozott hozzá, hogy minden szót vele elénekeljen". Gary James az Entertainment Focus munkatársa dicsérte az összes közösen írt, és saját szerzeményét. Gary James from Entertainment Focus praised all her co-written and self-penned tracks. Avoledo (BlogCritics) tompának nevezte a dalt, de azt mondta, hogy "ravasz és öntudatos pillantás a hírességekre, anélkül, hogy bárkit is megemlítene közülük". Guillermo Alonso a Vanity Fair spanyol kiadásából Minogue énekhangját hasonlította össze Shirley Manson dalával, majd a "Did It Again"-t a 39. legjobb kislemezének választotta.
A Music Week magazin kritikusa ötből három csillaggal jutalmazta a "Did It Again"-t, kijelentve, hogy Minogue énekhangja "csillapítós" de nem elég erős ahhoz hogy jobban teljesítsen, mint a Some Kind of Bliss szerény előadása. Natasha Tripney, a musicOMH munkatársa szerint a "Did It Again" bátor, de vadul rosszul ítélt kísérletére emlékezteti, hogy 1997 körül "Indie Kylie"-vé váljon, ami csak arra szolgált, hogy rávilágítson hangjának korlátaira ebben a folyamatban". Michael R. Smith a Daily Vaulttól úgy érezte, hogy a dal tökéletesen reprezentálja az albumot, és "felfedetlen drágaköveknek" nevezte a dalokat. Smith úgy érezte, hogy a dal egy másik alulértékelt dal az albumról, és "indie klasszikusnak" nevezte azt. Az 1997-es éves Triple J Hottest 100-as listán a "Did It Again" a 81. helyezett volt. Az 1998-as ARIA díjkiosztón a dalt az év kislemezére jelölték, de végül Natalie Imbruglia "Torn" című dala ellen veszített.

## Kereskedelmi teljesítmények
A "Did It Again" a 21. helyre került az ausztrál kislemezlistán, majd a 15. helyen érte el a csúcsot, ami a legmagasabb slágerlistán és az első Top 20-as kislemez az Impossible Princessről. A dal tizenhét hétig volt Top 50-es helyezett, ami az egyik leghosszabb átívelő kislemeze a listán. A dalt az Ausztrál Hanglemezkiadók Egyesülete (ARIA) arany minősítéssel jutalmazta a 35.000 darabos eladott példányszám alapján. Az Egyesült Királyságban a dal a 14. helyen tetőzött a brit kislemezlistán, és nyolc hétig volt a Top 100-ban, a Breathe mellett a legmagasabb listán szereplő dal lett az albumról.

## Videoklip

### Előzmények és összetétel
A dalhoz tartozó videoklipet Pedro Romhányi rendezte Londonban. A klipet két napon keresztül forgatták, és minden karaktert külön kellett felvenni. Minogue és munkatársa, valamint barátja, William Baker minden szeeplő ruháját maga tervezte. Sex Kylie, Cute Kylie, Indie Kylie és Dance Kylie. Mindegyik karakter más megjelenést és személyiséget képviselt. Baker a "Sex Kylie"-t "drag queen"-nek nevezte, "unott" hozzáállással, és "slampos" megjelenéssel. A "Dance Kylie" karakternek Baker szerint "irritáló habzása" volt, míg a "Cute Kylie"-nak lila színű melegítőnadrágja és melltartója volt. Az eredeti jelmez kék volt, de kék képernyővel kapcsolatos problémák miatt ez gyorsan megváltozott. Az "Indie Kylie" ruháját, amely egy piros háromnegyedes nadrág volt magas gallérú inggel, a Star Trek filmek ihlették, amihez a brit Pellicano divattervező is hozzájárult.
Frances Whiting a Sunday Mail munkatársa megvitatta a klipet Minogue-val, ahol megemlítette, hogy a videó "szórakoztató" módja volt a média képeinek ábrázolására karrierje során. Az "Indie Kylie" szakaszával kapcsolatban Minogue megjegyezte: "Nem bánom, hogy Indie Kylie-nak nevezte, mert annyi minden voltam már. A videó koncepcióját Romhányi alkotta meg, miután a 80-as években, és a 90-es évek elején számos cikket és magazint fedezett fel Minogue-ról, valamint az Usual Suspects című amerikai film hatására készítette el a klipet. Minogue szkeptikus volt a végeredménnyel kapcsolatban. Az MTV Australia-nak adott interjúban Minogue elárulta, hogy a videó az ő hírességén alapult, és kijelentette:

Alapvetően nevettünk a sok különböző cikken, amelyek akkoriban jelentek meg különböző magazinokban, és újságokban, és akkor a "Pop Kylie-ról, a Dance Kylie-ról, a Sex Kylie-ról" és az összes különböző kiadásról beszéltek. Aztán azt mondtuk, mi lenne ha egyszer azt kérdeznék, hogy most mi ez a Kylie? . Ez csak vicc volt, de aztán Pedro ravaszul felkapta a dolgot, és azt mondta, hogy csináljunk egy videót a különböző Kylie-kkel, aminek jobban örültem, mert kimondta a nyilvánvalót, és aztán egyszerre nevettünk rajta. – mesélte Kylie 

### Szipnózis és fogadtatás
A karakterek – Sex Kylie, Cute Kylie, Indie Kylie és Dance Kylie – voltak, akik karrierje során Minogue imázsát alakították ki. Minogue megjegyezte, hogy "tovább tartott a vártnál", mert Romhányi azt akarta, hogy az eredmény "pontos" legyen. Bár Minogue azt mondta, hogy az "Indie Kylie" volt a küzdelem győztese, úgy érezte, hogy a "Cute Kylie" jobban képviselte magát, mint a másik három karakter. A videó Sex Kylie énekével kezdődik, és Cute Kylie ellöki közben. Megjelenik Indie Kylie és a Dance Kylie félreállítja az útból. A videó során mind a négy karakter harcol és káromkodik egymás felé. A végén a Cute Kyle baseballütőt tart, és kijelenti, hogy mind a négy közül ő a győztes. Minogue megjegyezte, hgoy Cute Kylie őt szórakoztatta a legjobban a videóban, viszont Indie Kylie volt a győztes.
A videó pozitív kritikákat kapott és az 1998-as MTV Video Music Awards díjátadón elnyerte a legjobb ausztrál videó diját. Erika Brooks Adickman, az Idolatortól azt mondta, hogy a "nyelves videóban a popikon elismerte, hogy az évek során újra feltalálta magát". Az amerikai BuzzFeed weboldal szavazást indított a nézők felé, akik online megszavazhatták a legjobb Kylie karaktert a "Did It Again" című videóban. Ennek eredményeként az Indie Kylie nyert 36%-kal (2926 szavazat érkezett). A Cute Kylie a második lett 26%-kal (2083 szavazat érkezett), Dance Kylie 20%-ot kapott 1628 szavazattal, és a harmadik a Sex Kylie 18%-ot ért el 1510 szavazattal a negyedik helyen végzett. Egy interjú során, amelyet Minogue adott a Jetstar Airways magazinnak, Simon Price újságíró kijelentette, hogy a négy különböző Kylie-t zseniálisan satírozták össze a videóban.
A videó jelmezei a Minogue karrierjét átívelő kiegészítőkkel együtt 2005 májusában az ausztráliai National Portrait Gallery kiállításának részévé váltak. 2007 februárjában egy másik, azonos témájú kiállításon is bemutatásra kerültek. A négy Kylie-val együtt lévő állóképet Jill Lamaring rajzolta, és hozzáadta a Bluewate Comics által kiadott Female Force: Kylie Minogue képregényhez. Lee Barron, a Social Theory in Popular Culture szerzője az "Impossible Princess" időszakáról beszélt, és kijelentette: " Az Impossible Princess szakasz a csökkent kereskedelmi sike időszakát jelentette, jelezve azt a pillanatot, amikor Minogue tudatosan elkezdte játékosan tudatosítani az imázsát. Ez félreérthetetlenül megnyilvánult a "Did It Again" promóciós videóban, amely négy Kylie-t mutatott be, mindegyiket a média által ráragasztott cimkék határozták meg". Barron úgy érezte, hogy a videó egyik szereplője sem nyert, arra a következtetésre jutott, hogy bár Minogue reflexszerűen utalt az identitása miatt feldarabolt fejlődésére, az "Indie Kylie" nem kapcsolódott össze a szélesebb körökkel.

## Élő előadások és felhasználások a médiában
Minogue a "Did It Again"-t a The National Lottery Live-on adta elő, illetve az MTV-n 1997. október 4-én két másik dallal együtt a Some Kind of Bliss és az "I Don't Need Anymore" címűekkel együtt. A brit kislemezlistára is felkerült dalt 1997. december 5-én a Top of the Pops című műsorban is előadta, ahol a videóban lévő "Indie Kylie" ruháját viselte, míg három drag-queen képviselte a videó három másik szereplőjét. Minogue felvette a dalt az 1998-as Intimate and Live Tour koncertturnéjána sorozatába. Az előadást június 30-án és július 1-én rögzítették a sydney-i Capitol Theatre-ben, melyről később CD és DVD készült. A dal szerepelt továbbá a 2001-es On a Night Like This Tour részeként is.
A "Did It Again" Minogue számos válogatásalbumán szerepelt. Első megjelenése a 2000-ben kiadott Hits+ című Deconstruction válogatáson, valamint a 2001-es BMG legnagyobb sikereiből készült válogatásalbumán, a Confide in Me-n volt, amely a Deconstruction időszakából származó kislemezeinek, és dalainak többségét tartalmazta. Heather Phares az Allmusic-tól dicsérte az "Impossible Princess" dalokat, köztük a "Did It Again"-t. A dal helyet kapott a 2004-es Artist Collection című albumon is, valamint az az Impossible Princess korszakának nagy részét, az Ultimate Kylie-t a Parlophone kiadón keresztül a Confide in Me: The Irresistible Kylie első lemezén adták ki, melyet 2007 júliusában adott ki a brit Music Club. A dal legutóbbi megjelenése a Step Back in Time: The Definitive Collection lemezen volt megtalálható, mely 2019 novemberében jelent meg a BMG kiadásában. A Trouser Enthusiasts' Goddess of Contortion remixe és a Razor n Go remixe is megjelent 1998-as Mixes and Impossible Remixes című remix-válogatás lemezén.

## Számlista és formátumok
| Ausztrál és UK CD1 1. "Did It Again" (Single Version) – 4:14 2. "Tears" – 4:27 3. "Did It Again" (Did It Four Times Mix) – 5:49 4. "Some Kind of Bliss" (video) Ausztrál és UK CD2 1. "Did It Again" (Single Version) – 4:14 2. "Did It Again" (Trouser Enthusiasts' Goddess of Contortion Mix) – 10:24 3. "Did It Again" (Razor-n-Go Mix) – 11:24 | Ausztrál és UK kazetta single 1. "Did It Again" (Single Version) – 4:14 2. "Tears" – 4:27 Ausztrál VHS single 1. "Did It Again" (video) 2. "Some Kind of Bliss" (video) |

## Slágerlista
| Slágerlista (1997–1998)               | Legjobb helyezések |
| ------------------------------------- | ------------------ |
| Ausztrália (ARIA)                     | 15                 |
| Europe (Eurochart Hot 100)            | 58                 |
| Skócia (Scottish Singles Top 40)      | 9                  |
| Egyesült Királyság (UK Singles Chart) | 14                 |

## Minősítések
| Régió                                                       | Minősítés | Eladott példányszám |
| ----------------------------------------------------------- | --------- | ------------------- |
| Ausztrália (ARIA)                                           | arany     | 35 000^             |
| ^ Kiszállítási példányszámok kizárólag a minősítés alapján. |           |                     |